# 野中日文
野中 日文（のなか ひふみ、1936年 - 2024年）は、日本の著述家、合気道家（合気会八段、宮崎県合気道連盟会長兼主席師範）。宮崎県出身。

## 略歴
学生時代柔道選手として活躍。高校卒業後、神奈川県警に術課特別訓練員として奉職したが体を壊し後に退職。東洋大学文学部中国哲学文学科に入学するも、教育方針に不満があったため同大学を中退。臨済禅鉄舟会に入門し、大森曽玄に直心影流剣術、禅、書の指導を受ける。
霊学にも興味尽きぬところがあり仙道連の五千言坊玄通子に入門し神仙道を学ぶ。主たる師事の目的は相術ではなく、神仙道の中でも「飛翔」や「出神」「神遊」、つまり幽体(アストラルボディ)離脱の方であった。
その後、鉄舟会の同門らの薦めも有り学習院大学の（島田和繁）をわずらわせて二代目道主植芝吉祥丸に面会し入門、阿部正、山口清吾らにとりわけ可愛がられた。
1965年（昭和45年）、郷里の宮崎へ帰郷する。
同年に合気会宮崎県支部（現：谷神会）を設立する。現在残り少ない「植芝盛平の直弟子」として宮崎の地で合気道の指導に当たる。
『礼記』の研究をライフワークの一つに、エゴを否定しない剣の視点から神道、朱子学、禅を再確認し、武道行動学を提唱、「礼剣同根」の視点から学校武道への提言を続けている。
2024年（令和6年）、永眠。88歳。

## 人物・エピソード
- 帰郷を決めた際岩間の盛平に挨拶に行った。以前に島田和繁より「開祖の抜き付は凄いぞ」と聞いていたこともあり、「居合（の稽古法）は何に気を付ければ良いでしょうか」と質問した所、開祖は居合への対処法と勘違いし、盛平自身が北海道で武田惣角の代理で居合の遣い手との最後の真剣勝負の話をした。野中はこれを怪我の巧妙だったと語っている。
- 同じく岩間に盛平を訪ねた際、「手向けに一手御教授ください」とお願いした所、「では」と盛平はやおら立ち上がり左の手刀で野中の霞を打ち、右に入り身に進みながら右手で野中の左腕を制した。そして盛平は左手をかざして「これ（左手）は取っておけ、そしてこれ（この技）を三千人で研げ」と直伝第一教腕抑えを授けられた。

## 著書
- 『武道の礼儀作法・改訂版』　合気ニュース、1998年、ISBN 9784900586260。
- 『「頭の整理法」教えます-剣に学ぶセルフ・リストラの法則』　騎虎書房、1996年、ISBN 4886938035。
- 『『バカの壁』に異議あり』　文藝書房、2005年、ISBN 4894772108。
- 『人生不敗の極意―武道に学んだ「自然体」の生き方』　大和出版、1995年、ISBN 4804713816。
- 『高鍋藩校明倫堂の教育』　鉱脈社、2006年、ISBN 4860611624。
- 『武道―日本人の行動学』　創言社、2000年、ISBN 488146521X。
- 『生きる極意―ある武道修行者が到達した生命の水脈』　潮文社、1987年、ISBN 4806311790。